# Австрия на летних Олимпийских играх 1956
Австрия принимала участие в Летних Олимпийских играх 1956 года в Мельбурне (Австралия) в двенадцатый раз за свою историю, и завоевала две бронзовые медали. Сборная страны состояла из 29 спортсменов (24 мужчины, 5 женщин).

## Медалисты
| Медаль | Спортсмен                         | Вид спорта                  | Дисциплина                             |
| ------ | --------------------------------- | --------------------------- | -------------------------------------- |
| Бронза | Максимилиан Рауб Херберт Видерман | Гребля на байдарках и каноэ | Мужчины, байдарка-двойка, 1000 м       |
| Бронза | Йозеф Клоимштайн Альфред Загедер  | Академическая гребля        | Мужчины, двойки распашные без рулевого |

## Результаты соревнований

### Академическая гребля
В следующий раунд из каждого заезда проходили несколько лучших экипажей (в зависимости от дисциплины). В финал A выходили 4 сильнейших экипажей.
Мужчины
| Соревнование | Спортсмены        | Предварительный заезд | Предварительный заезд | Предварительный заезд | Отборочный заезд | Отборочный заезд | Отборочный заезд | Полуфинал            | Полуфинал            | Полуфинал            | Финал                | Финал                |
| Соревнование | Спортсмены        | Заезд                 | Время                 | Место                 | Заезд            | Время            | Место            | Заезд                | Время                | Место                | Время                | Место                |
| ------------ | ----------------- | --------------------- | --------------------- | --------------------- | ---------------- | ---------------- | ---------------- | -------------------- | -------------------- | -------------------- | -------------------- | -------------------- |
| одиночки     | Фердинанд Рабедер | 1                     | 7:36,0                | 4                     | 2                | 9:16,4           | 2                | завершил выступление | завершил выступление | завершил выступление | завершил выступление | завершил выступление |